# Jorge Otero
Jorge Otero Bouzas (* 28. Januar 1969 in Nigrán, Provinz Pontevedra) ist ein ehemaliger spanischer Fußball-Abwehrspieler.

## Laufbahn
Ab 1987 spielte Otero in der Mannschaft des damaligen Erstligisten Celta Vigo. Er stand die folgenden sieben Jahre bei Vigo unter Vertrag, wobei er 222 Spiele in der Primera und der Segunda División bestritt. Die Mannschaft stieg 1990 in die zweite Liga ab, kehrte aber zwei Jahre darauf in die Primera Divisíon zurück.
Ab 1994 folgten drei Jahre beim FC Valencia, mit dem Otero 1996 spanischer Vizemeister wurde, und weitere Stationen bei Betis Sevilla und Atlético Madrid. Von 2003 bis 2005 ließ Otero seine Karriere beim Zweitligisten Elche ausklingen.
In der spanischen Nationalmannschaft war Otero von 1993 bis 1996 aktiv, wobei er neun Partien bestritt. Er nahm sowohl an der Weltmeisterschaft 1994 als auch an der Europameisterschaft zwei Jahre später teil.